# Verbo sintagmatico
Il verbo sintagmatico o verbo frasale è un verbo seguito da un avverbio, da una preposizione o da entrambi, le quali cambiano il significato del verbo stesso. Questo fenomeno è frequentissimo in lingue germaniche come il tedesco, l'inglese, l'olandese e lo svedese. I verbi frasali sono noti anche come "phrasal verbs" a partire dal loro nome in inglese; in tedesco, sono detti "Partikelverb".
L'acquisizione dei verbi frasali nella lingua inglese in particolare è un filone di studi nel campo dell'acquisizione delle lingue straniere a causa della grande diffusione della lingua inglese e del loro uso molto vasto nel registro colloquiale.
I verbi sintagmatici sono presenti anche in alcune delle lingue gallo-italiche (o lombarde) parlate nel nord della penisola italica, principalmente le lingue lombarda, friulana, veneta e alcune varietà dell'emiliano. Il fenomeno esiste in misura minore anche in italiano, principalmente ereditato dalle lingue gallo-italiche.

## Nelle lingue antiche e moderne
Anche nelle lingue antiche, come il latino e il greco, i verbi possono assumere significati notevolmente diversi tra loro se seguiti da preposizioni o avverbi.
In alcuni casi, la preposizione si integra e viene posta prima del verbo a formare un verbo composto, il cui significato rimane collegabile concettualmente al verbo semplice, ma modificato dalla preposizione, deve il più delle volte essere tradotto con vocaboli differenti.
In tedesco e olandese, i verbi frasali hanno una preposizione che precede il verbo; in inglese antico, la posizione della preposizione era la stessa, tuttavia durante l'inglese medio si è spostata dopo il verbo.

## Esempi
Di seguito si trovano alcuni esempi di verbi frasali in diverse lingue.

### In inglese
- Look after = attend (assistere, una cosa o persona)[3]
- Look out (prestare attenzione, a qualcosa di potenzialmente pericoloso)
- Look into = investigate/examine (investigare/esaminare, qualcosa di specifico)
- Wrap up = enwrap/bundle (avvolgere, incartare, impacchettare, abbindolare)
- Check out/up = verify/control (verificare/controllare, qualcosa di specifico)
- Check out (scegliere/provare, tra più opzioni o cose/una cosa specifica)
- Try out (sperimentare/provare/intraprendere, una cosa o azione specifica)
- Write down (scrivere, all'atto pratico)
- Straighten out = straighten (raddrizzare, in senso concreto)
- Stretch out = lengthen (allungare/si, in senso concreto)
- Give up = renounce (rinunciare/abbandonare, un'azione)
- Leave off = cease (interrompere/cessare, un'azione)
- Leave out = omit/skip/exclude (omettere/escludere)
- Take/catch/pick/scoop up (raccogliere)
- Take down (prendere nota di qualcosa)
- Take in = welcome/accept (accogliere/accettare)
- Put down (posare qualcosa)
- Take out (portare fuori/togliere)
- Take off (decollare)
- Get up (alzarsi)
- Blow out (spegnere)
- Wipe out (spazzare via/sterminare)
- Freak out (irarsi, andare in escandescenza)

### In lombardo
Dal dialetto bergamasco della lingua lombarda; si noti la notevole somiglianza nella composizione dei verbi sintagmatici con quelli dell'inglese (finanche, in certi casi, nell'etimologia):
- Vardà fò = verificare/controllare, fare/prestare attenzione, assistere (una cosa o persona)
- Vardà dent = investigare/esaminare, qualcosa di specifico
- Fà sœu = costruire, abbindolare, avvolgere
- Fà sgiœu = disegnare/progettare
- Fà dent = congegnare, ingegnare, scolpire
- Scriver sgiœu = scrivere, all'atto pratico
- Maià fò = sperperare
- Maiàgh dent = sfruttare una situazione per profittarne
- Tacà fò/soeu = affiggere, scegliere/prendere (tra più opzioni/cose)
- Catà fò = scegliere/prendere (tra più opzioni/cose)
- Toeu/catà/ciapà fò = scegliere/prendere (tra più opzioni/cose)
- Dà sœu = applicare una vernice o un olio
- Toeu/ciapà dent = urtare
- Toeu/catà/ciapà soeu = raccogliere
- Toeu/ciapà sgiò = prendere nota di qualcosa
- Provà fò/sœu = sperimentare/provare/intraprendere, una cosa o azione specifica
- Drezzà fò = raddrizzare/allungare
- Lagà fò = omettere
- Tegner dent = accogliere/accettare
- Dà fò de mat = irarsi, andare in escandescenza

### In italiano
- Dormirci su = rifletterci[5]
- Fare fuori = uccidere o rimuovere da un incarico
- Dare addosso = aggredire, sia verbalmente che fisicamente
- Dare via = regalare, svendere
- Mandare giù = sopportare/deglutire
- Mettere addosso = infondere
- Mettere sotto = investire con un veicolo
- Mettere sotto = forzare qualcuno, mettere al lavoro qualcuno
- Mettere via = riporre
- Tirare sotto = investire con un veicolo
- Correre dietro = seguire l'esempio oppure essere invaghito di qualcuno
- Andare incontro = trovare un accordo

### In veneto
- nare drio = seguire esempio (anche in senso negativo)
- nare drio = essere invaghito
- dir sù = sgridare